# Anne Margrethe Hausken

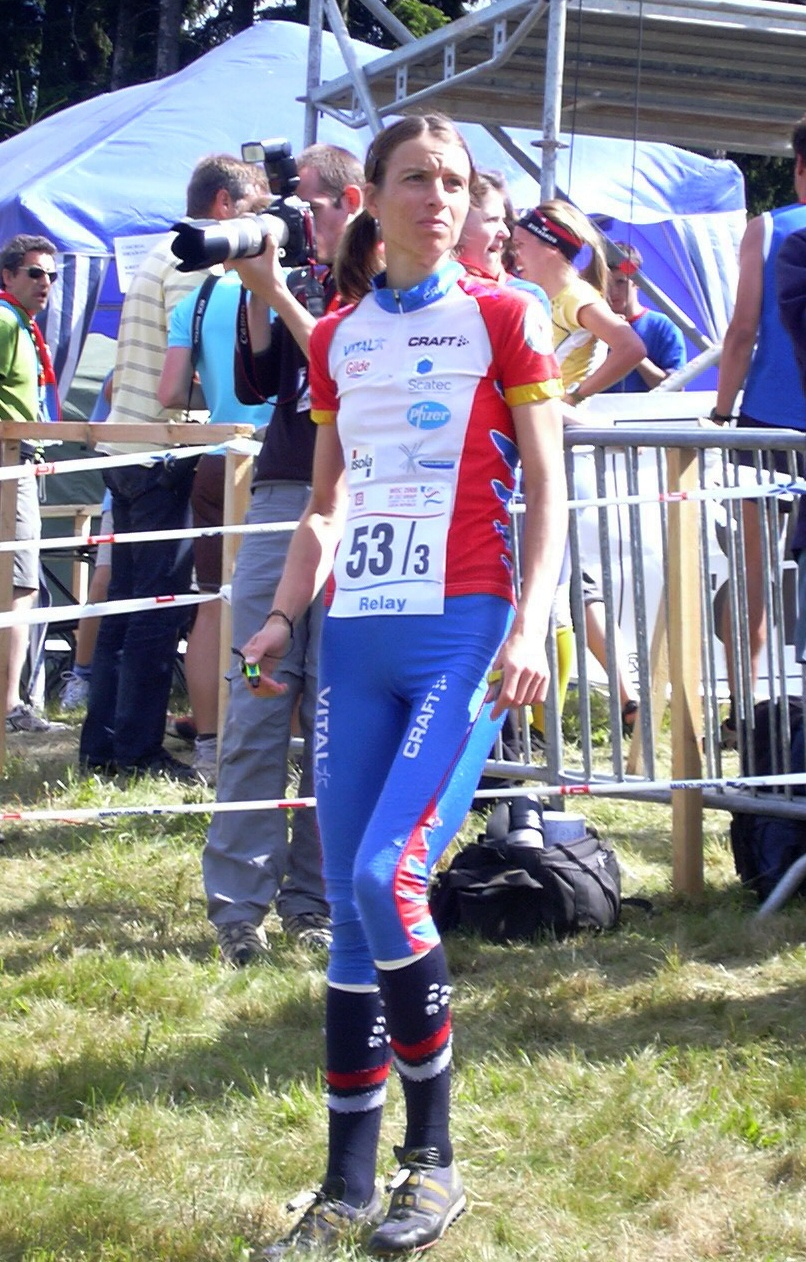
Hausken in 2008

Anne Margrethe Hausken (23 januari 1976) is een Noorse oriëntatieloopster. In 2005 won ze zilver bij het Wereldkampioenschap oriëntatielopen in Japan op de sprint en de estafette. In hetzelfde jaar werd ze derde bij de totaalstand van de World Cup oriëntatielopen.

## Resultaten
Wereldkampioenschap oriëntatielopen
- Zilveren medailles (2)
  - 2005 - Sprint - Aichi, Japan
  - 2005 - Estafette - Aichi, Japan
- Bronzen medaille (1)
  - 2007 - Estafette - Kiev, Oekraïne

World Cup Oriëntatielopen
- Derde totaal World Cup
  - 2005